# Cratere Nan
Nan  è un cratere sulla superficie di Marte.